# Cornet à glace
Pour les articles homonymes, voir Cornet.

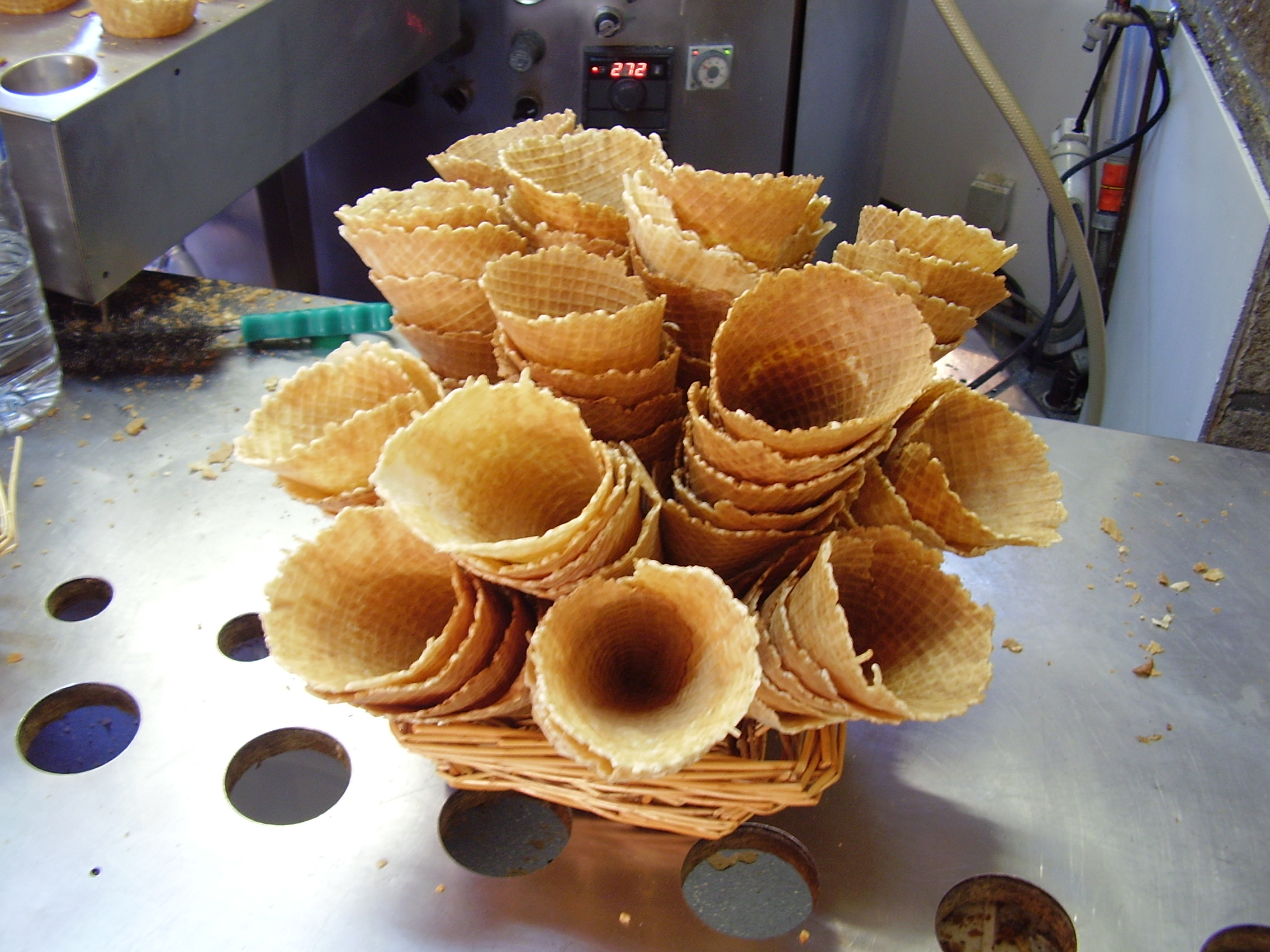
Cornets pour glace.

Un cornet à glace, nommé également cornet de glace, cornet de/à crème glacée (en Belgique, au Québec et au Nouveau-Brunswick) ou, par métonymie, cornet, est une pâtisserie conique, servant de contenant lors du service « à emporter » de la crème glacée, ou du sorbet, et qui permet de consommer ceux-ci sans coupe ni cuillère.
Il est généralement constitué d'une plaque de pâte gaufrée enroulée sur elle-même comme une oublie ; il peut être fabriqué par moulage.

## Origine

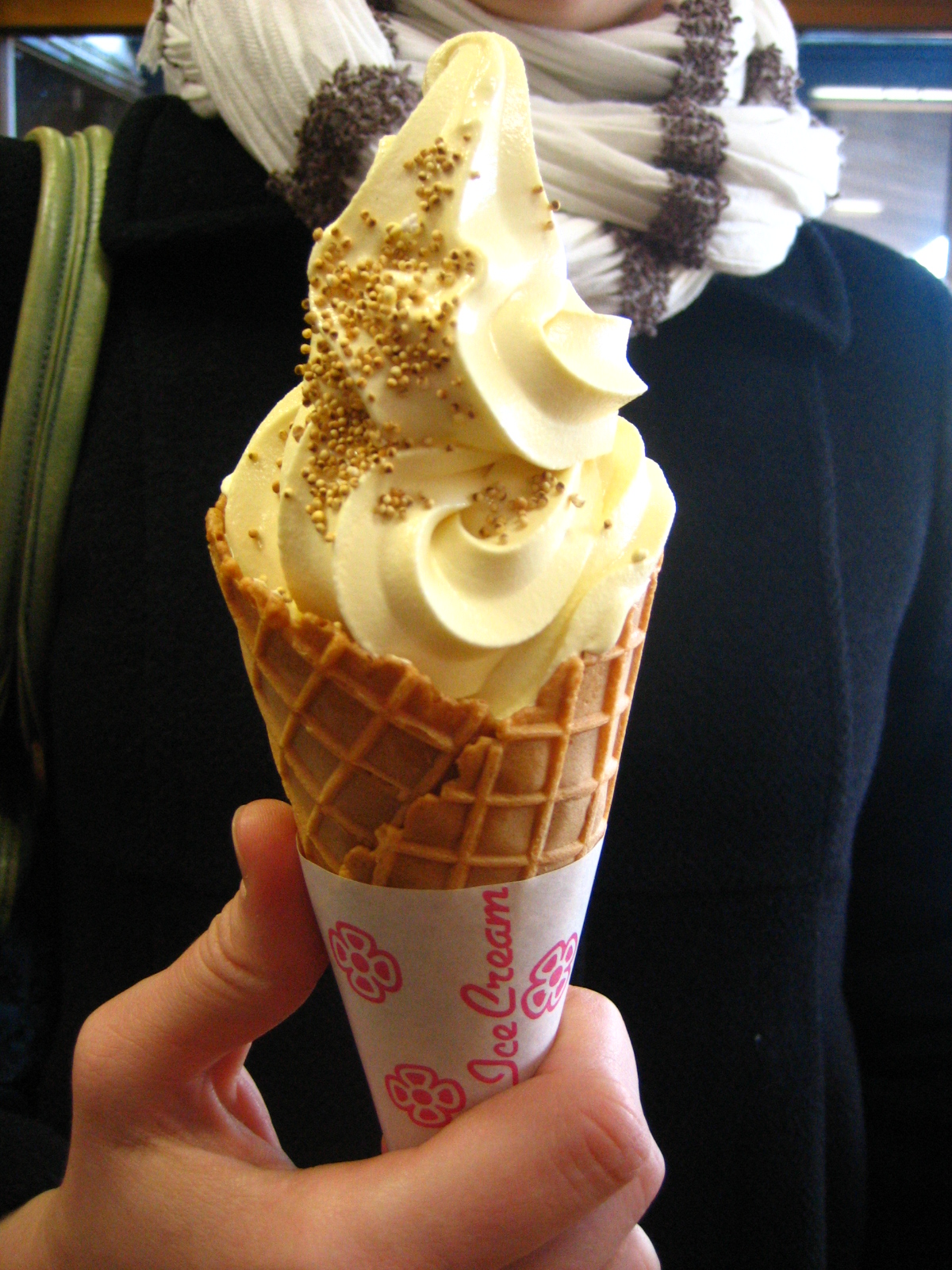
Cornet bien rempli dans un cône en papier.

Dès le XVIIe siècle, la crème glacée se déguste dans des coupelles de papier, de verre ou de métal, au Café Procope, par exemple.
Au XVIIIe siècle, le cornet en pâtisserie, tel que défini par l’Encyclopédie ou Dictionnaire raisonné des sciences, des arts et des métiers, est une espèce de gaufre, faite de farine et de sucre ou de miel délayés, cuite « entre deux fers gravés, qui y marquent en relief les traits qu'on y voit ; au sortir du fer on le tortille & on lui donne la forme d'un cornet d'épice ».
On peut le manger tel quel ou le garnir : Julien Archambault signale qu'on peut enrouler les « petites gaufres à la crème », ou en former des cornets où l'on « met l'odeur qu'on désire ».
On peut l'utiliser fourré de glace, comme décoration d'un gâteau glacé : Charles Elmé Francatelli le cite en 1846 ; Garlin donne, en 1889, une recette de gaufre roulée, servie froide, et dans laquelle on introduit de la crème à la Chantilly avec un cornet de papier ou une poche à douilles ; ce cornet à la Chantilly est repris par Pierre Lacam, (« fait d'une pâte aux amandes et à la vanille cuite au four vif, roulée en cornet, refroidie dans des douilles, puis garnie de chantilly », mais, surtout, Lacam et Charabot donnent en 1893 la recette des cornets à la noisette glacés : une pâte faite de noisettes grillées, d'amandes, de blanc d'œufs, de sucre et de farine, cuite à four vif, est roulée en cornets qui sont garnis, « avec une glace à la crème ou aux fruits ».
Le livre Mrs A. B. Marshall's Cookery Book, rédigé en 1887 par Agnes Marshall et qui a été réédité à de très nombreuses reprises, constitue une autre des premières références imprimées sur ce sujet. Elle y écrit, dans la recette pour le cornet à la crème, que « les cornets étaient faits avec des amandes et cuits au four et non pressés entre des fers », et ajoute, « ces cornets peuvent également être remplis avec de la crème ou de l'eau, de la glace, de la crème anglaise ou des fruits, et être servis pour un diner, un déjeuner ou comme mets au souper ».
Ces auteurs décrivent des recettes préexistantes, exécutées en privé, ou pour le public, dans les restaurants et les cafés. Dans l'angle inférieur droit d'une gravure de Philibert-Louis Debucourt, représentant le Café Frascati du boulevard des Italiens, en 1807, on remarque assise à une table, une dame mangeant ce qui ressemble fort à un cornet de glace.
Dans les années 1850 se développe à Manchester le commerce ambulant de glaces par des immigrés italiens. C'est dans cette ville qu'est délivré, le 3 juin 1902, au marchand de glace Antonio Valvona, le brevet 701 776 pour un appareil à confectionner des coupes en biscuits pour crème glacée. On y lit : « Avec cet appareil, je réalise des coupes ou des plats de diverses formes à partir de pâte à pain ou de pâte fluide, de préférence composée des mêmes matières que celles utilisées dans la fabrication des biscuits et lorsque les dites coupes ou plats sont cuits, ils peuvent être rempli de crème glacée qui peut ensuite être vendue par les marchands de glaces sur la voie publique ou en d'autres lieux. »

## Une pléiade d'inventeurs

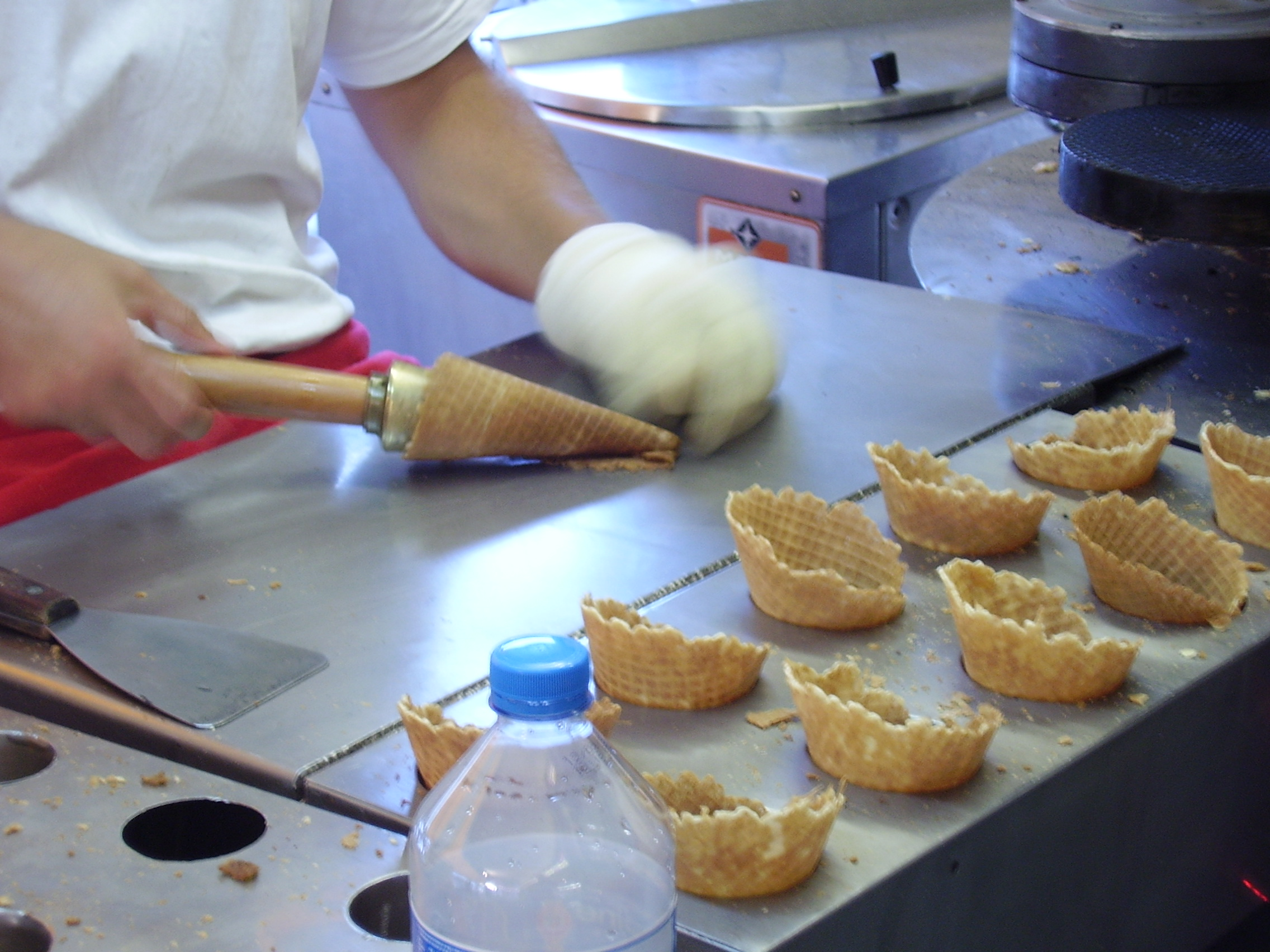
Cornet roulé à la main.

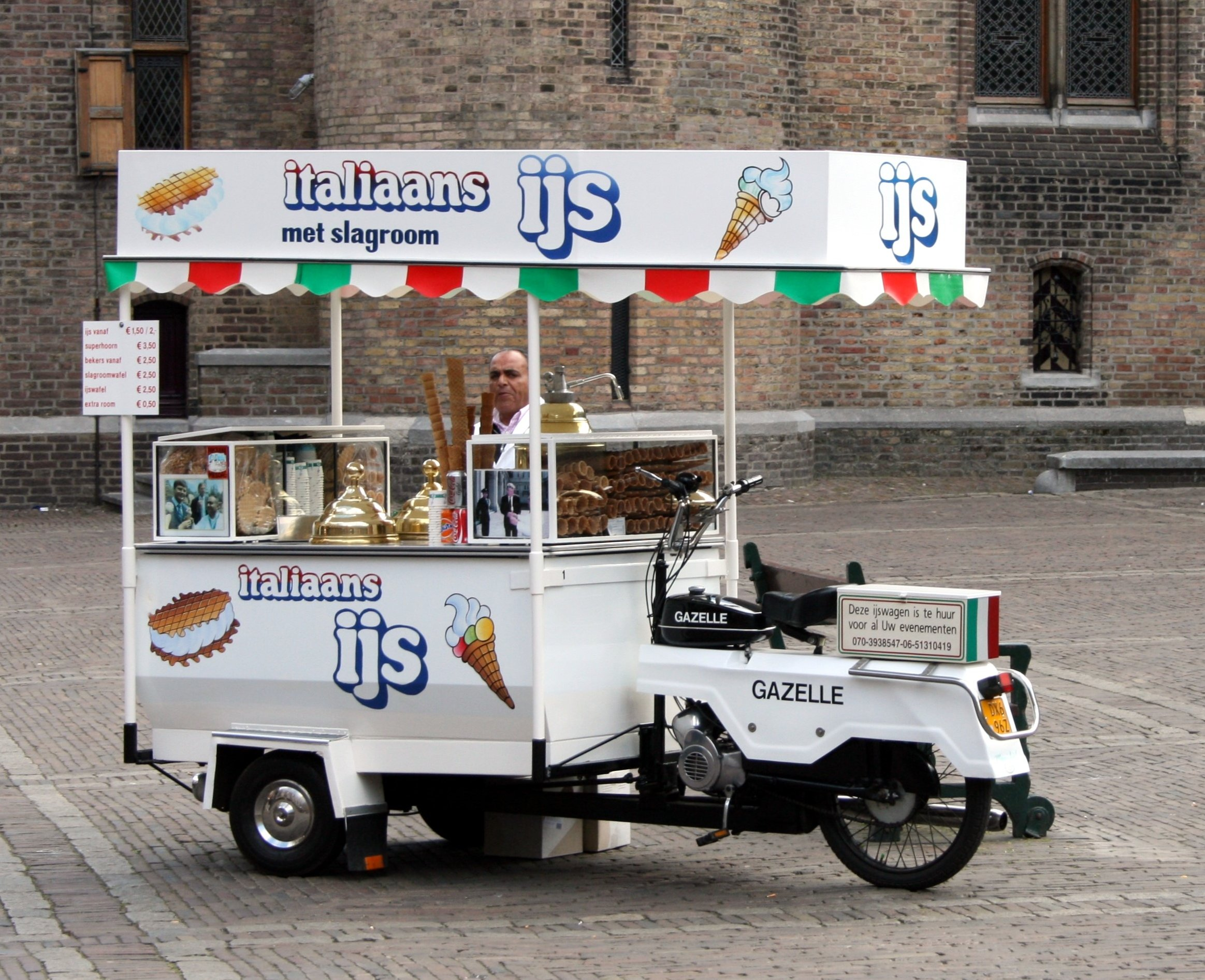
Glacier ambulant à La Haye.

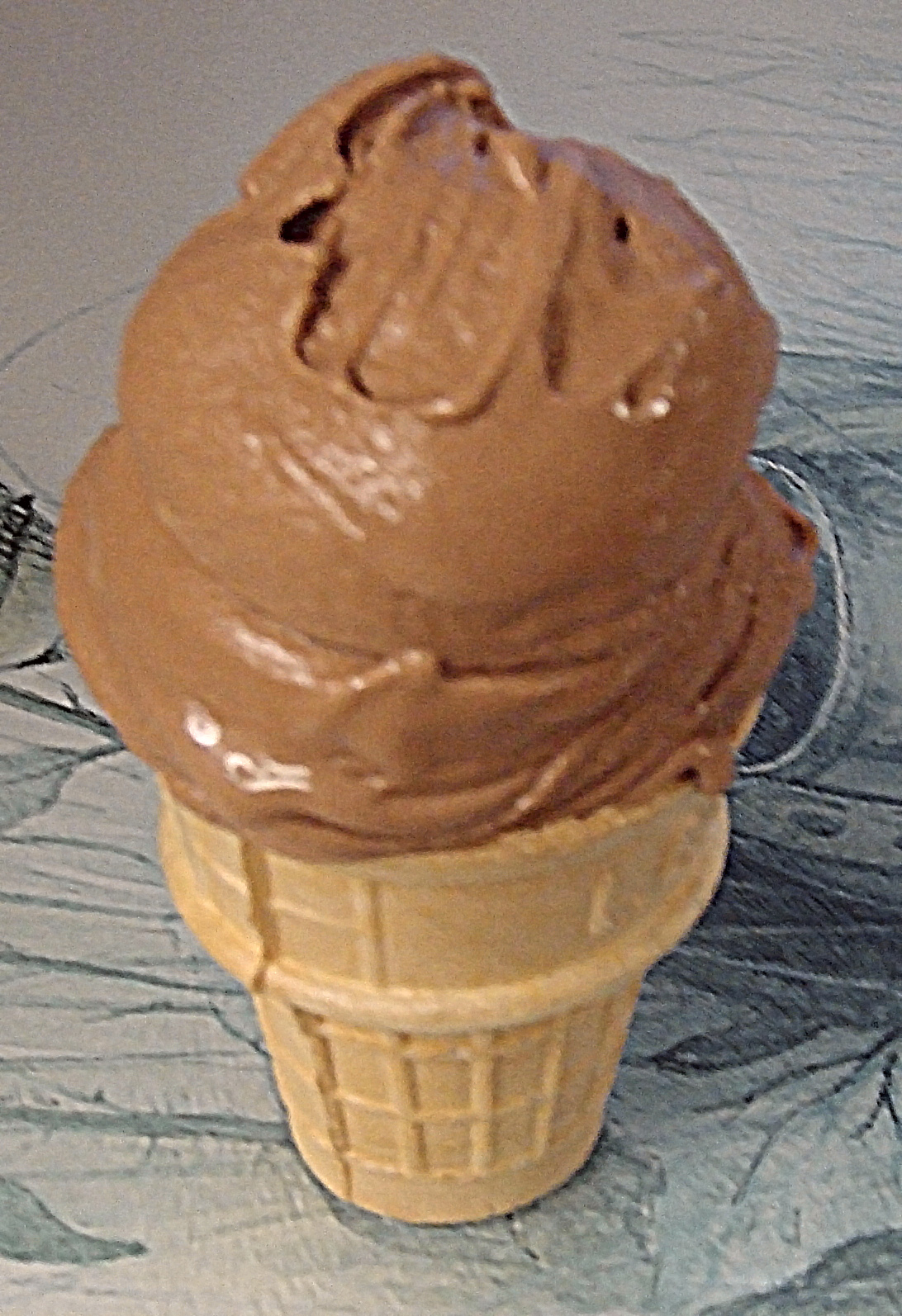
Glace au chocolat dans un kiddie cup.

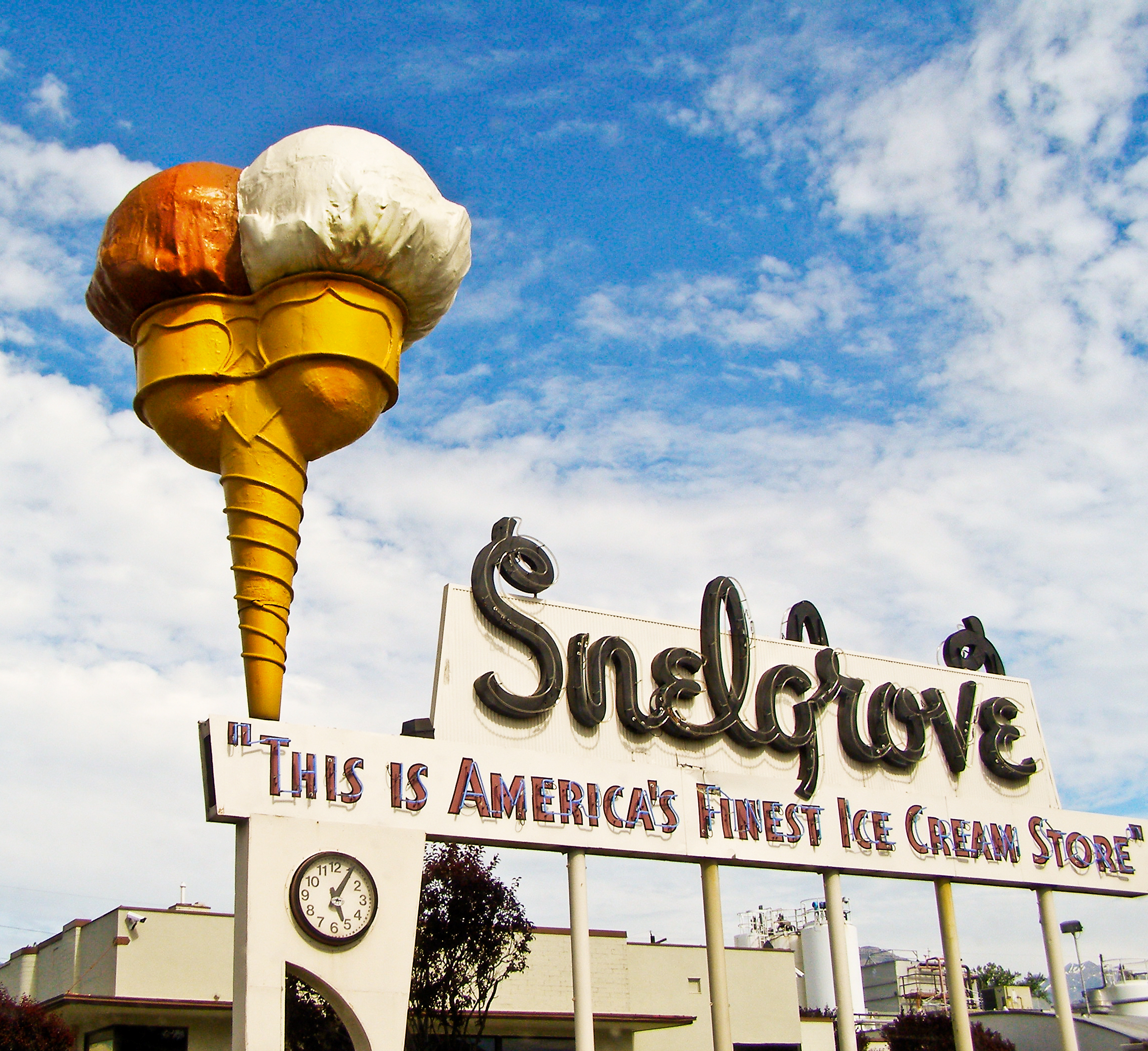
Enseigne en forme de cornet pour deux boules.

Européens et Asiatiques s'étonnent du repas offert à l'inauguration de l'Exposition universelle de 1904, à Saint Louis (Missouri), où les invités reçoivent une assiette contenant un hachis de volaille et de céleri, un sandwich, une fourchette et où « secrétaires d'ambassade, architectes et colonels pêchent, dans les réfrigérants, maints pavés d'ice-cream, la friandise de saison. Ils apportent ces paquets sur les tables, les débarrassent de leur papier. Cent cuillers attaquent le bloc rose, blanc et brun, font glisser des parcelles appréciables dans les assiettes. À gouter le froid du mets, les gaités s'excitent ».
Aux États-Unis, la crème glacée est une « friandise nationale pareille à une tranche de savon tricolore ».
Son cornet y devient populaire dans la première décennie du XXe siècle, et nombre d'Américains s'en disputent le titre d'inventeur.
Un New-Yorkais, nommé Italo Marchioni, a affirmé qu'il vendait de la glace dans un récipient comestible en pâtisserie depuis 1896. Il est avéré en tout cas qu'il a obtenu le brevet US 746 971, le 13 décembre 1903, pour un moule à coupe en pâte destiné à recevoir la glace ; il avait tenté de trouver une solution au manque à gagner causé par le bris des récipients en verre qu'il utilisait, ou par le fait que les clients ne les rapportaient pas. Son brevet ne concernant pas qu'une seule forme de moule, alors que bien d'autres avaient été créées, Marchioni a ensuite perdu le procès qu'il avait intenté contre les fabricants de cornet pour violation de brevet.
Il est moins certain que le pâtissier d'origine syrienne, Ernst Hamwi, qui vendait des zlabias (pâtisseries croustillantes cuites dans un moule à gaufres), à l'Exposition universelle de Saint-Louis, soit venu en aide à un voisin vendeur de crème glacée qui ne disposait plus de galettes ; Hamwi aurait roulé une zlabia chaude en un cône qui pouvait contenir la crème glacée. Cette histoire découle d'une lettre adressée au Ice Cream Trade Journal, par Hamwi, en 1928, bien après qu'il eut fondé la Cornucopia Waffle Company, devenue ensuite la Missouri Cone Company.
Nombreux étaient les vendeurs de glaces à l'Exposition universelle, et plusieurs autres ont également réclamé la paternité du cornet. Les propriétaires du Doumar's Cones and BBQ, à Norfolk (Virginie), racontent ainsi que leur oncle, Abe Doumar, y a vendu les premiers cornets de crème glacée. Nick et Albert Kabbaz, David Avayou, Charles et Frank Menches affirment chacun aussi avoir été « le premier ».
Le cornet de crème glacée, devenu très populaire, se vend chez les glaciers et chez les marchands ambulants. La demande est telle que la production manuelle ne peut plus suivre.
Frederick Bruckman, un inventeur de Portland (Oregon), semble avoir fait breveter, en 1912, une machine à fabriquer industriellement des cornets. Il vend son entreprise, en 1928, à Nabisco.
Le 29 janvier 1924, Carl R. Taylor obtient le brevet US 481 813, pour une machine à confectionner de fines gaufres pour les crèmes glacées dans des récipients en forme de cône. Il a prévu de placer les moules sur une table tournante, de sorte que le cornet ait le temps de refroidir et de durcir avant d'être dégagé.
Le rêve des fabricants de crème glacée, qui souhaitent pouvoir vendre en une seule pièce, stockable au congélateur, la glace et le cornet, ne se réalise qu'en 1928, grâce à J. T. “Stubby” Parker, de Fort Worth, qui fonde la Drumstick Company en 1931 (rachetée par Nestlé en 1991).
En 1959, le fabricant napolitain de glace, Spica, invente un processus grâce auquel l'intérieur du cornet gaufré est isolé de la glace par une couche d'huile, de sucre et de chocolat ; il fait enregistrer le nom, Cornetto, en 1960. Les ventes restent faibles jusqu'à ce que, en 1976, Unilever rachète Spica et commercialise la marque dans toute l'Europe.

## Variété de formes
Certaines firmes fabriquent un récipient comestible très semblable au cornet traditionnel, mais tronqué, à fond plat, ce qui lui permet de tenir debout sans risque de chute. Ce petit pot de pâte est appelé, dans les pays anglophones, kiddie cup, cool cup.
Il existe aussi un cornet à embouchure élargie pour servir deux boules de glace côte à côte, et non plus empilées.
Ces cornets sont toujours moulés.